# تپه قلعه گاه (موچش)
تپه قلعه گاه (موچش) مربوط به دوره ایلخانی است و در شهرستان کامیاران، بخش موچش، روستای قلعه گاه واقع شده و این اثر در تاریخ ۱۱ مهر ۱۳۸۳ با شمارهٔ ثبت ۱۱۱۶۷ به‌عنوان یکی از آثار ملی ایران به ثبت رسیده است.